# Kreisarzt
Der Kreisarzt (früher auch Kreisphysikus) war in Preußen der staatliche Gesundheitsbeamte des Kreises. Kreisärzte nahmen öffentliche Aufgaben wie Seuchenabwehr, die Kontrolle von Medizinalpersonen und gerichtsärztliche Angelegenheiten wahr. Das preußische Kreisarztgesetz vom 16. September 1899 wies ihnen darüber hinaus auch sozialhygienische Aufgaben zu. Mit dem „Gesetz über die Vereinheitlichung des Gesundheitswesens“ (GVG) vom 3. Juli 1934 wurden die Kreisärzte zum 1. April 1935 durch staatliche Gesundheitsämter ersetzt.

## Vom Physikus zum Kreisarzt
Seit Anfang des 16. Jahrhunderts begannen Städte, Stände und Landesherren, besoldete Ärzte anzustellen, die Stadtphysicus, Kreis-, Amts-, Landphysiker, Landphysici etc. genannt wurden. Die Berufung von Stadtärzten ist sogar bis in das 13. Jahrhundert nachweisbar. Ihre Aufgaben, die seit Ende des 16. Jahrhunderts auch in Medizinalordnungen niedergelegt wurden, lagen vor allem auf dem Gebiet der öffentlichen Gesundheitsvorsorge. Sie waren für die Seuchenbekämpfung zuständig und beaufsichtigten das Medizinalwesen, hatten aber auch Arme zu behandeln. Auf Landesebene wurde nach diesem kommunalen Vorbild zum Beispiel in Preußen durch das Medizinaledikt vom 12. November 1685 ein zentrales „Collegium medicum“ geschaffen, das die Heilberufe zu beaufsichtigen hatte. Wohl anlässlich der Pest von 1709, gesichert aber 1719 wurde außerdem das „Collegium sanitatis“ für sanitätspolizeiliche Aufgaben wie Seuchenbekämpfung gegründet. Beide Institutionen wurden 1799 im „Ober-Collegium Medicum et Sanitatis“ vereinigt. Die Pflichten der Kreis-Physiker lagen lange Zeit ausschließlich in der speziellen Aufsicht des Medizinalwesens in ihrem Amtsbezirk und im gerichtsmedizinischen Bereich, weniger jedoch auf sanitätspolizeilichem Gebiet.
Ein Arzt, der Kreisphysiker werden wollte, musste schon seit 1764 eine besondere Prüfung ablegen. Mit der Neuordnung der Physikatsprüfung 1825 gehörte dazu außer einer schriftlichen Arbeit über ein Problem der Staatsarzneikunde entweder eine Leichenobduktion oder eine praktische Apothekenvisitation. Das Gehalt der ausschließlich nebenamtlich tätigen Kreisphysiker war eher gering und ihre Stellung den Landräten untergeordnet. Der Physikus bestritt seinen Lebensunterhalt in der Regel mit einer privaten Arztpraxis. Gleichwohl waren Stellen etwa in größeren Städten begehrt, weil sie den Aufbau einer Praxis erleichterten. Das Verhältnis der Physiker zu den niedergelassenen Ärzten gestaltete sich dagegen oftmals schwierig, weil diese den Physikus gewissermaßen „als Räuber der Praxis“ ansahen, und der Physikus als Vertrauensarzt außerdem Atteste der niedergelassenen Ärzte überprüfte.

## Preußisches Kreisarztgesetz vom 16. September 1899
Indem sich die Hygiene zur experimentellen Wissenschaft entwickelte, nahmen die sanitätspolizeilichen Aufgaben der Kreis-Physiker an Bedeutung und Aufwand zu. Aus diesem Grund konzentrierten sich die seit den 1840er Jahren erhobenen Forderungen nach einer Medizinalreform zunehmend auf die Stellung des Kreis-Physikus. Den Anstoß zu einer umfassenden Reform gab schließlich die Choleraepidemie von 1892. In Preußen wurde am 16. September 1899 das Kreisarztgesetz erlassen, das den „Kreis-Physikus“ durch den „Kreisarzt“ als einem neuzeitlichen Gesundheitsbeamten ersetzt. Die Anstellung erforderte nun das Ablegen einer besonderen Prüfung nach gemeinhin fünfjähriger ärztlicher Praxis und der Absolvierung obligatorischer Kurse und Praktika in Hygiene, pathologischer Anatomie, Gerichtsmedizin und Psychiatrie.
Der Kreisarzt fungierte als Berater des Landrates, bzw. in Stadtkreisen der Polizeibehörde. Ihm oblag vor allem die Beobachtung der gesundheitlichen Verhältnisse seines Kreises. Dazu gehörte sowohl die Medizinalaufsicht etwa über die Anstaltsfürsorge als auch die Beaufsichtigung des Impfgeschäfts und der Gewerbehygiene. Weitere Dienstanweisungen spezifizierten, dass der Kreisarzt sich bspw. über die Abwasserentsorgung und Trinkwasserversorgung zu informieren und den Bau einer Kanalisation zu betreiben hatte, aber auch Schlafstellen, Herbergen, Massenquartiere und Arbeiterwohnungen kontrollieren sollte. Außerdem hatte der Kreisarzt sozialhygienische Aufgaben wie Schulhygiene wahrzunehmen. Weiterhin blieb er der Gerichtsarzt seines Amtsbezirks, wenngleich unter besonderen Verhältnissen besondere Gerichtsarztstellen eingerichtet werden konnten. Hauptamtliche, vollbesoldete Kreisarztstellen waren andererseits ebenfalls nur unter besonderen Verhältnissen zugelassen. Dementsprechend gab es erst nach dem Ersten Weltkrieg in größerem Umfang vollbesoldete Kreisärzte.

## Öffentliches Gesundheitswesen in der Weimarer Republik
Auf der untersten Verwaltungsebene regelte das Kreisarztgesetz auch nach 1918 das staatliche Gesundheitswesen. Allerdings wurde gerade in Preußen der staatliche Zugriff auf das kommunale Gesundheitswesen reduziert, wo die Aufgaben öffentlicher Gesundheitspflege sukzessive von neu gegründeten kommunalen Gesundheitsämtern wahrgenommen wurden. Die preußische Entwicklung wurde dementsprechend von der Konkurrenz zwischen den Kreisärzten als staatlichen Verwaltungsärzten und den Kommunalärzten als Fürsorge- und Vorsorgeärzten gekennzeichnet. Klagen über die Desorganisation des öffentlichen Gesundheitswesens und die Forderungen nach einer Vereinheitlichung erhielten vor allem im Gefolge der Weltwirtschaftskrise Auftrieb. Im Rahmen der Not- und Sparverordnungen wurde beschlossen, die Medizinalverwaltung bis Ende 1932 zu vereinheitlichen, wenngleich die rechtliche Form (Kreisarzt oder Kommunalarzt) umstritten blieb. Die „Verordnung zur Vereinfachung und Verbilligung der Verwaltung“ vom 3. September 1932 sah bereits vor, dass Kreisärzte in Landkreisen, in denen Kreisämter gebildet wurden, keine Zuständigkeit mehr haben sollten.

## „Gesetz zur Vereinheitlichung des Gesundheitswesens“ vom 3. Juli 1934
Nach der letzten Zählung vor der Durchführung des GVG gab es in 471 preußischen Kreisen und kreisfreien Städten 397 Kreisärzte, die in der Regel als Ein-Mann-Betriebe ohne eigenes Amt oder Hilfspersonal tätig waren und zum Teil auch für zwei oder mehr Kreise zuständig waren. Daneben existierten nach einer Zählung von 1931 in Preußen etwa 50 kommunale, mit Räumlichkeiten und Sachmitteln ausgestattete Gesundheitsämter, in denen mehrere hundert Ärzte haupt- und nebenamtlich tätig waren. Durch das GVG vom 3. Juli 1934 wurden kommunales und staatliches Gesundheitswesen in der lokalen Instanz der Gesundheitsämter vereinigt. Als eigenständige Institution der unteren Verwaltung verfügte das Gesundheitsamt über eine eigene Ausstattung und Räume sowie eigenes Personal. Es sollte von einem staatlichen Amtsarzt geleitet werden, der bisher als Kreisarzt tätig war, oder durch einen hinreichend qualifizierten Kommunalarzt. Die Aufgaben wurden in Durchführungsverordnungen festgelegt, die auf die preußische Dienstanweisung für Kreisärzte vom 5. März 1934 und damit letztlich auf die Dienstanweisung für Kreisärzte vom 1. September 1909 zurückgingen. Neben den Aufgaben, die bis dato von den Kreisärzten wahrgenommen wurden, waren dies nicht zuletzt Aufgaben der Erb- und Rassenpflege einschließlich der Eheberatung sowie gesundheitliche Volksbelehrung im Sinne der „Ausbreitung erbbiologischer und rassekundlicher Kenntnisse“. Unterstellt waren die neuen Gesundheitsämter direkt dem Reichsinnenministerium. Diese maßgeblich von dem ehemaligen Kreisarzt Arthur Gütt betriebene Reform verfolgte somit das Ziel, einerseits „Erb- und Rassenpflege“ zu treiben und andererseits das öffentliche Gesundheitswesen zu zentralisieren, um einheitliches staatliches Verwaltungshandeln zu garantieren. Im Sommer 1935 wurden in Preußen in 424 von 474 Kreisen Gesundheitsämter eingerichtet.